# На почетку свих стаза
На почетку свих стаза: Андрић и Вишеград је стручна монографија ауторке Жанете Ђукић Перишић, објављена 2015. године у издању издавачке куће "Вукотић медија" из Београда. 

## О аутору
Жанета Ђукић Перишић је рођена 1956. године у Београду. Основну школу, гимназију и Филолошки факултет је завршила у Београду. Посдипломске студије је похађала у Лењинграду, магистрирала на Филолошком факултету у Београду. На Филозофском факултету у Новом Саду је докторирала. У Задужбини Иве Андрића у Београду ради као саветница и преводи са руског језика.

## О књизи
Ауторка у књизи описује Андрићево детињство у Вишеграду, на Дрини, поред чувеног моста. Описује његово одрастање, школовање, родбину, познанства, пријатељства… 
Износи нова открића о томе које су то вишеградске личности које је Андрић запамтио и сећања на њих понео из периода док је живео у Вишеграду и на основу којих су касније настали његови чувени ликови романа и прича. 
Књига је илустрована фотографијама на којима је приказан вишеградски живот и Андрићев боравак у њему.